# Hermine Schröder
Hermine Schröder (née le 12 février 1911 à Ludwigshafen et morte le 9 août 1978) est une athlète allemande, spécialiste du lancer du poids

## Biographie
Lors des championnats d'Europe 1938, à Paris, Hermine Schröder remporte la médaille d'or du lancer du poids en établissant la marque de 13,29 m.

### Palmarès
| Date | Compétition           | Lieu  | Résultat | Épreuve         | Performance |
| ---- | --------------------- | ----- | -------- | --------------- | ----------- |
| 1938 | Championnats d'Europe | Paris | 1re      | Lancer du poids | 13,29 m     |

### Records
| Épreuve         | Performance | Lieu      | Date         |
| --------------- | ----------- | --------- | ------------ |
| Lancer du poids | 14,09 m     | Bydgoszcz | 14 août 1938 |